# Hernán Del Riego
Hernán Del Riego es un actor, cantante, director de escena, compositor, pedagogo. Nacido en la Ciudad de México el 15 de abril de 1966. Vive actualmente en San Diego, California.

## Vida profesional
Hernán Del Riego ha actuado, cantado, dirigido, compuesto y producido más de 90 montajes. Ha trabajado con las principales orquestas de México y en las compañías nacionales de ópera y teatro de su país de origen.
En los años 2000, 2002, 2004 y 2006 dirigió a la Compañía Nacional de Ópera de México.
En noviembre de 2016 creó el canal de videos musicales y página en Facebook de La Bola, Cancionero para resistir.

## Reconocimientos
- Miembro del Sistema Nacional de Creadores de Arte (2014 2016)
- Creador Escénico con Trayectoria FONCA (2008 - 2011)
- Premio como mejor actor de serie de Televisión 2016 por Pantalla de Cristal por su papel de Antonio Nuñez de Miranda en la serie Juana Inés (Coproducción Bravo Films/Canal Once, México)
- Premio como Mejor actor del Año en 2001, por su actuación en la obra Monstruos y Prodigios
- Premio a la mejor música original para teatro por la obra Molière de Sabina Berman
- Premio a mejor producción binacional en el Festival Fringe de San Diego, California, por su obra Todavía (2015)

## Filmografía
Entre otras, ha participado en las siguientes películas y series:
- Historia de un Crimen: Colosio /Netflix (2019)
- Un extraño enemigo /Amazon Prime Video (2018)
- Hermanos Márquez Castillo (2017)
- Ingobernable  Argos/Netflix (2016)
- Juana Inés (2016)
- Cantinflas (2014)
- Fantasma (2010)
- Cristeros y Federales (2011)
- Pueblo chico, infierno grande (1997) .... Odilón
- Repartidores de muerte (1993)